# Petapahan (Gunung Toar)
Petapahan is een bestuurslaag in het regentschap Kuantan Singingi van de provincie Riau, Indonesië. Petapahan telt 1388 inwoners (volkstelling 2010).